# Le Voleur de bonbons
Le Voleur de bonbons est un roman de Gilbert Bordes publié en 2001 aux éditions Robert Laffont (collection École de Brive).

## Résumé
Un jeune ado, Matthieu, en parfaite santé, se fait voleur pour une amie atteinte de la leucémie. Il la retrouve plusieurs années après et la sauve.